# José María Aroca Ruiz-Funes
José María Aroca Ruiz-Funes (Murcia, 25 de junio de 1933 - 3 de diciembre de 2010) fue el primer alcalde democrático de la ciudad de Murcia (España) durante la Transición. Médico, profesor y miembro del PSRM-PSOE.

## Biografía
Miembro de una familia de tradición de izquierdas; de hecho su tío fue el conocido jurista murciano y ministro de la II República Mariano Ruiz-Funes,se doctoró en Medicina por la Universidad de Madrid en el año 1961.
Médico especialista del aparato digestivo, fue nombrado vicesecretario del Colegio Oficial de Médicos de Murcia (1969-1974), siendo su presidente entre 1974 y 1978. Posteriormente entró a formar parte de la Real Academia de Medicina de Murcia.
De su labor en el ámbito universitario, destaca su nombramiento en 1975 como presidente del Patronato de la Universidad de Murcia.
En 1978 fue nombrado Consejero Regional del Ente Preautonómico de la Región de Murcia por parte del  PSRM-PSOE, iniciando así su carrera política. En las elecciones municipales españolas de 1979, las primeras tras la dictadura franquista, José María Aroca Ruiz-Funes fue candidato a alcalde de Murcia por parte de los socialistas, siendo la opción política más votada: El PSRM-PSOE obtuvo 13 concejales, frente a los 12 de UCD, y los 2 del PCE,  convirtiéndose en el primer alcalde democrático de la Transición durante la legislatura 1979-1983 en coalición con los comunistas.
Durante este periodo fue el encargado de democratizar la institución municipal (creando los Consejos Participativos Municipales), convirtió la Gran Vía Escultor Francisco Salzillo en una avenida de sentido único, mandó construir el Pabellón Príncipe de Asturias, las Plazas de Abastos de Cabezo de Torres y La Alberca, decenas de colegios públicos, bibliotecas municipales y comenzaron a construirse instalaciones deportivas en pedanías.  Bajo su mandato se vivió la finalización del proceso autonómico que convirtió a Murcia en capital de la Región de Murcia y sede de sus órganos de gobierno a excepción del parlamento (sito en la ciudad de Cartagena). También tuvo que gestionar como alcalde de Murcia, los acontecimientos del 23 de febrero de 1981, al pertenecer la ciudad a la golpista Capitanía General de Valencia.
En las elecciones municipales de 1983 no se presentó a la reelección, siendo su sustituto como alcalde el también socialista Antonio Bódalo Santoyo.
Tras dejar la alcaldía fue miembro del Consejo de Administración de CajaMurcia (entonces Caja de Ahorros de Murcia) en representación del gobierno autonómico hasta junio de 1987.
Desde enero de 1986 fue presidente del Consejo Social de la Universidad de Murcia.
Con posterioridad se retiró de la política activa centrándose en su labor como médico.